# Ракета Конгрива

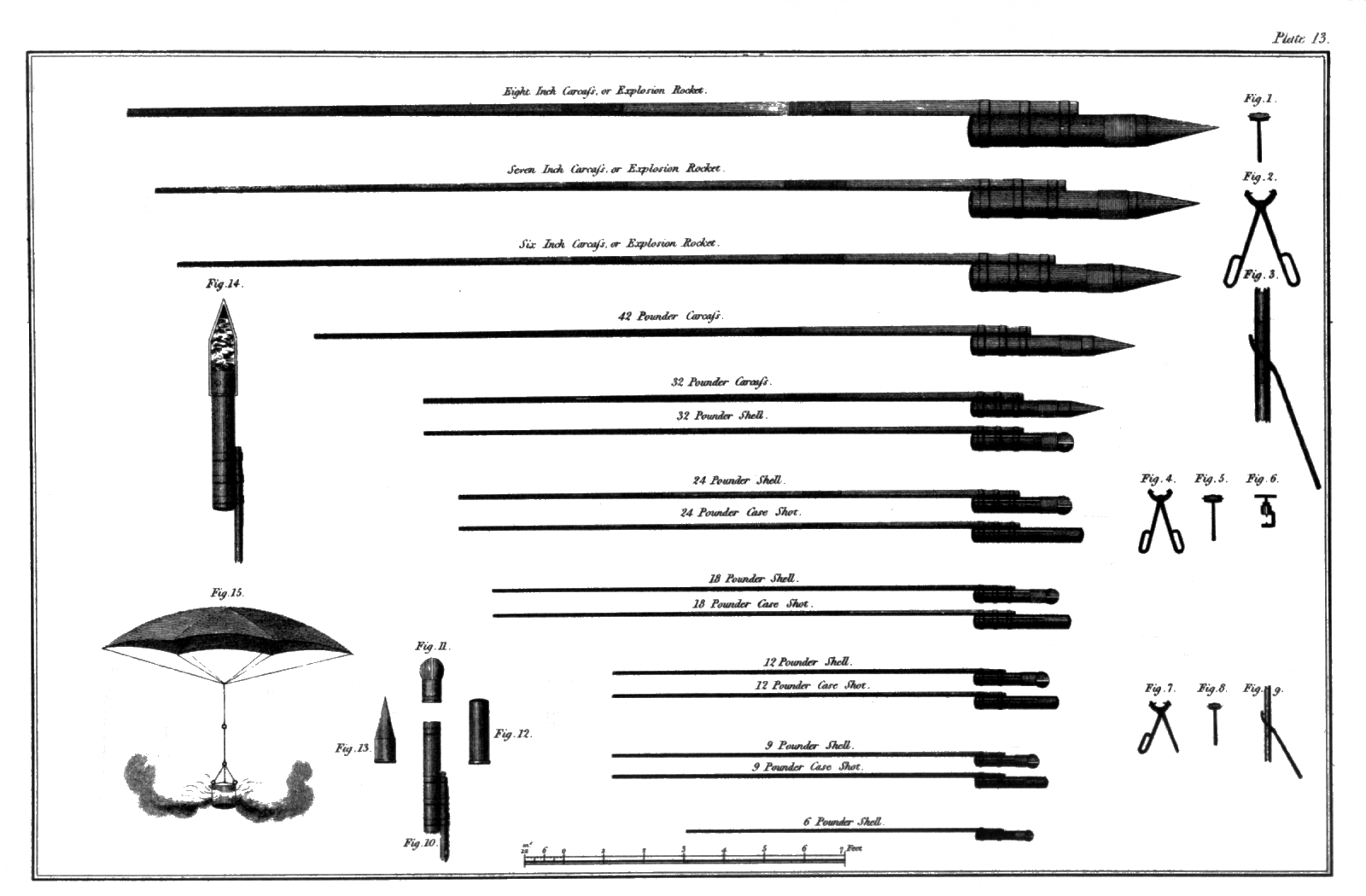
Из разработок Конгрива, 1814 год

Ракета Конгрива (англ. Congreve rocket) — боевая ракета, разработанная Уильямом Конгривом (1772—1828) и состоявшая на вооружении армии Великобритании в первой половине XIX века, позже принятая на вооружение во многих других армиях мира. Первым с ракетами познакомился в южной Индии Уильям Конгрив старший, а его сын Уильям Конгрив-младший в 1817 году открыл фабрику по производству ракет, тем самым положив начало европейскому ракетостроению.

## Конструкция и характеристика

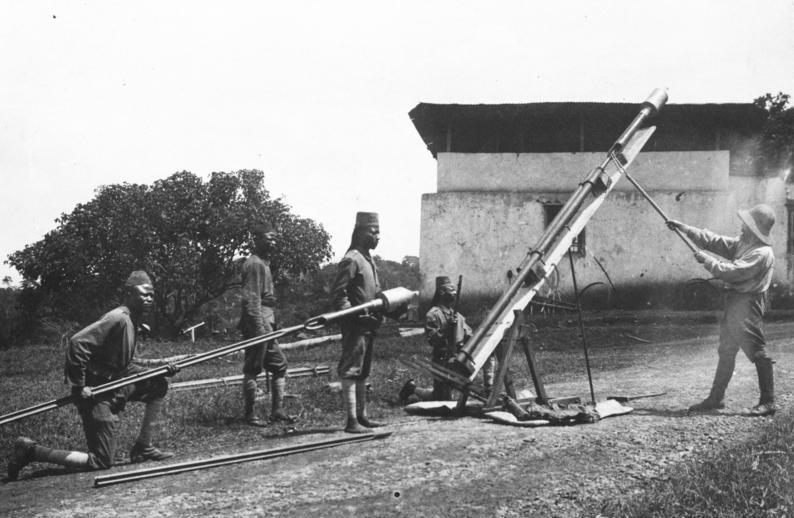
Запуск ракеты Конгрива, восточная Африка, 1890 год

Ракета Конгрива была пороховой, оболочка была из листового железа, что было инновацией в ракетостроении, но конструкция оружия время от времени менялась и совершенствовалась.
Основание ракеты прикрывал перфорированный диск железа с отверстием посередине. Из отверстия при полёте выходила реактивная струя.
Ракеты были разного размера: 3-фунтовые, 6-фунтовые, 12-фунтовые и 32-фунтовые (1,4; 2,7; 5,4; 14,5 кг). 6- и 12-фунтовые ракеты имели шесты по 9 футов (2,74 м). 3-фунтовые имели дальность в 2300 метров (2,3 км), а большие 32-фунтовые благодаря 10-дюймовой головной части увеличили дальность полёта до 2700 метров (2,7 км), то есть дальность поражения зависела от модификации ракеты и колебалась от 2000 до 3000 метров (2—3 км). До 1819 года шест-стабилизатор располагался сбоку ракеты, из-за чего при полёте её клонило вбок, но Конгрив усовершенствовал конструкцию, ввинтив шест посередине ракеты. Несмотря на это, точность ракет была крайне низкая, поэтому они применялись во время бомбардировки городов и против больших скоплений живой силы противника.
Маленькие ракеты вместе со станками были лёгкими, поэтому ими вооружали кавалеристов.
Сам Конгрив предлагал использовать подобные ракеты не только в сухопутных войсках, но и на море.

## История разработки и применения

### Разработка
Захватив на рубеже XVIII и XIX веков в Шрирангапатнаме массово применявшиеся против них индийским княжеством Майсур железные майсурские ракеты, англичане стали разрабатывать свой аналог.

### Первые испытания
Продемонстрировав ракеты правительству Великобритании, Конгрив получил разрешение 18 ноября 1805 года испытать оружие в полевых условиях.
Он погрузил ракеты на десяток катеров и вышел в открытое море для нападения на французский город Булонь. В то же время разразился шторм, который вывел из строя половину кораблей. Потрёпанная флотилия была вынуждена возвратиться в Великобританию, так и не выполнив задания, первая попытка англичан применить ракеты в открытом бою завершилась неудачей.
8 ноября 1806 года произошло повторное испытание ракет в нападении на Булонь, тоже с моря. На этот раз новое оружие зарекомендовало себя очень хорошо. С расстояния 2 км город полчаса обстреливался 3-фунтовыми ракетами. Всего их выпустили 200 штук. В отчёте об испытаниях написано:

…Примерно за полчаса было выпущено около 200 ракет. Противника охватили полнейшее замешательство и изумление — по нам не было сделано ни единого ответного выстрела, — а спустя десять минут после первого пуска выяснилось, что город охвачен огнём…

Точный ущерб, нанесённый обстрелом городу, не зафиксирован, так как французское правительство опасалось паники в рядах армии и среди гражданского населения и установило строгую цензуру на информацию о нападении на город. Лорду Лодердейлу, прибывшему через несколько дней после обстрела в город, запретили выходить на улицу, а когда его со свитой везли через Булонь, то в карете предварительно занавесили все окна — так велик был нанесённый ракетами ущерб.

### Бомбардировка Копенгагена

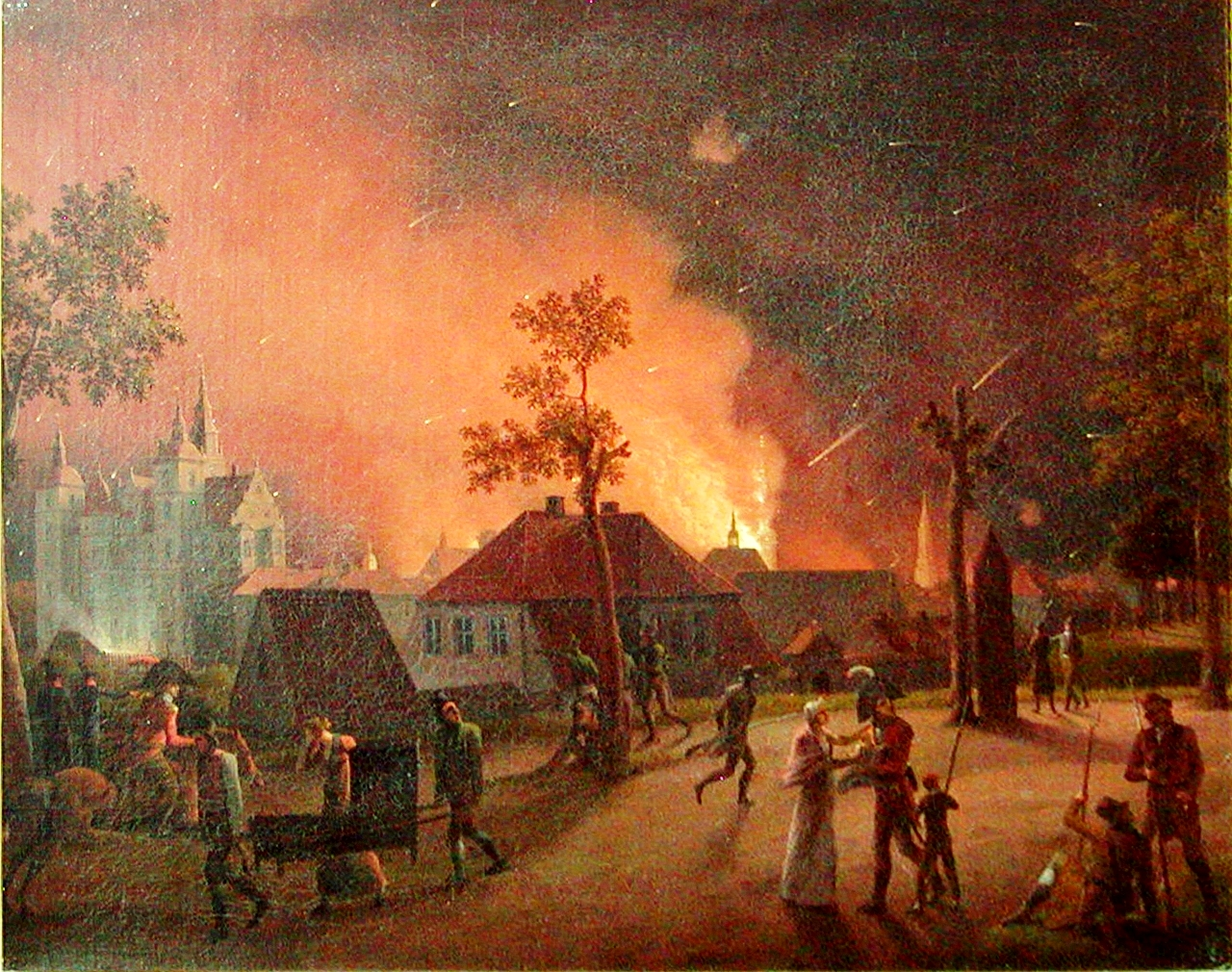
Обстрел Копенгагена в ночь на 4 сентября

Тем временем англичане, испугавшись возможной поддержки французов датчанами, нанесли превентивный удар по Копенгагену. В ночь на 4 сентября следующего 1807 года флот Великобритании «разбомбил» и сжёг город. В основном использовались ракеты Конгрива, всего на город упало 6000 бомб и 40 тыс.[уточнить] ракет. Если бомбы попадали в цель, взрывались и уничтожали её, то ракеты, упав, не только взрывались, но и загорались, становясь причиной пожара. Таким образом Копенгаген был сожжён дотла, что навело на датчан ужас и склонило их к сдаче города.

### Неудачные применения ракет
Несмотря на то, что Копенгаген был сожжён дотла, ракеты не помогали англичанам победить французов. Дело в том, что их крайняя неточность не допускала пуски по одиночным целям и мелким скоплениям живой силы противника. Например, в 1808 году ракеты были отправлены в Португалию, где их запускали с полевых установок. Ракеты не попадали в цель, так как их сносило ветром.
Во время экспедиции на голландский остров Валхерен в 1809 году англичане решили полномасштабно применить эти ракеты. 13—15 августа англичане вошли во французский городок Флиссинген, но вновь его потеряли, так как не имели должной артиллерийской поддержки (в связи с широкомасштабным использованием ракет пушек и полевых орудий не брали) — хотя подполковник Конгрив лично следил за пусками ракет, это не помогло. Пуски производились с пяти батарей пусковых установок, все установки были расположены на суше.
В 1810 году ракеты вновь были применены португальцами против Кадиса и Сантандера. Герцог Веллингтон решил использовать испытанные полевые пушки, так как пуски ракет закончились плачевно для самих португальцев. Вот как описал это событие один из свидетелей:
«…сильный ветер отбросил две из них (ракеты) назад на наших зевак, причинив тем весьма немалый вред…».
Таким образом ракеты Конгрива приобрели недобрую репутацию среди войск. Их начали использовать реже и больше отдавали предпочтение традиционной артиллерии. Несмотря на провальные ракетные бомбардировки, их приверженцами в российской армии были генералы К. И. Константинов и А. Д. Засядько.

### Англо-американская война

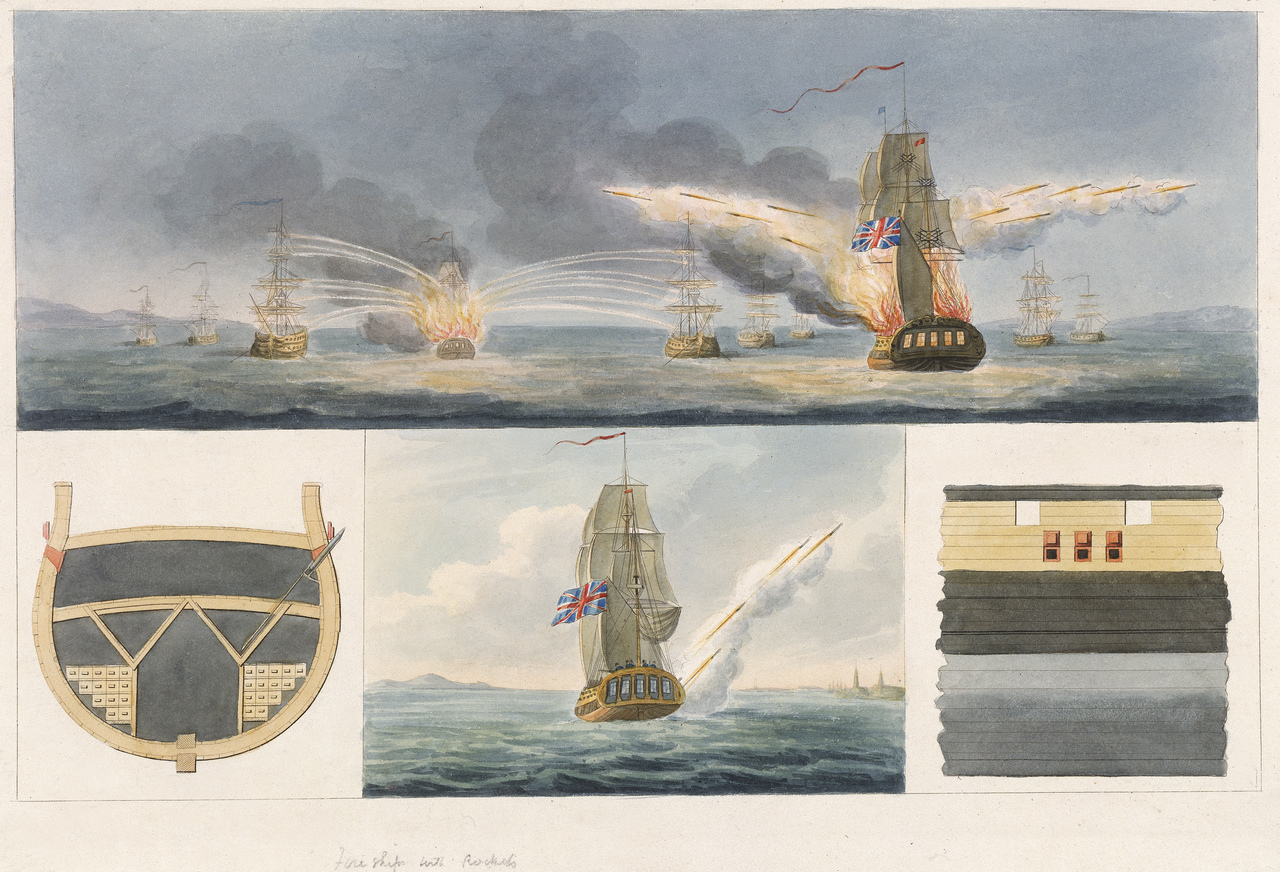

Во время Англо-американской войны ракеты вновь получили широкое применение. Их было крайне удобно размещать на маленьких судах, которые подходили поближе к американскому берегу и начинали производить пуски ракет в направлении целей. Чаще всего их применяли в атаках на города и порты, так как при падении ракета воспламенялась и зажигала окружающие постройки. Пуски осуществлялись с прикреплённых к корабельным мачтам трапов, намоченных водой. Ожидавшие запуска ракеты защищались кожей. Их 25-часовое применение в 1814 году у форта Мак-Генри являло собой устрашающее зрелище, хотя и не нанесло особого ущерба. Американский поэт Френсис Скотт Ки написал об «красном зареве ракет»:

И летали ракеты, и снаряды взрывались,

Подтверждая: форт наш ночью не сдался.

Впоследствии эта строка вошла в гимн США.
До того британцы успешно использовали ракеты на суше в битве при Бладенсберге, обратили с их помощью в бегство американскую милицию и взяли Вашингтон. Однако потери американцев при этом были незначительны. Достигнутый успех, вероятно, был связан с психологическим воздействием на необстрелянную американскую милицию.

### Успешное применение ракет в Наполеоновских войнах

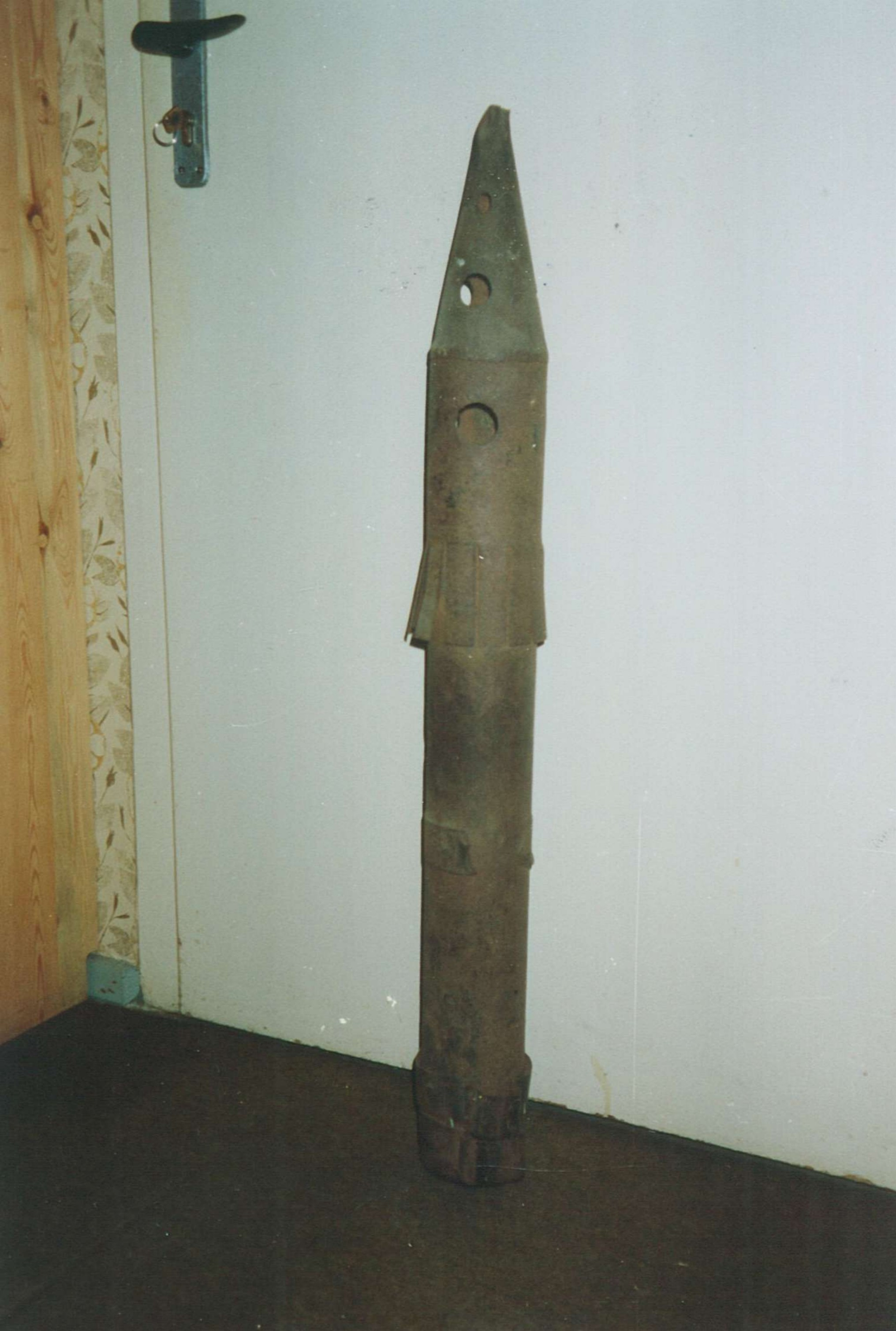
32-фунтовая ракета Конгрива, 1813 год

Битва народов под Лейпцигом 1813 года была частью Наполеоновских войн. В ней англичане имели всего одну ракетную бригаду, так как разочаровались в этом оружии. Но ракеты Конгрива в этом бою действовали очень эффективно. Французская пехота была настолько парализована внезапным ракетным ударом (у солдат сложилось впечатление, что происходит нечто невообразимое и сверхъестественное), что при Понсдорфе пехотная бригада французов сдалась в плен английской ракетной бригаде. Союзнические монархи лично выразили благодарности офицеру ракетчиков, а российский император Александр I даже снял крест Святой Анны со своей груди и вручил его ему.
Ещё одно успешное применение ракет было в том же году при форсировании реки Адур. В том же году англичане при морской блокаде Данцига сожгли ракетами склад с продуктами, в результате чего лишённый продовольствия город сдался.
Во время Ста дней ракеты также применялись, однако из всех 78 выпущенных ракет только одна принесла пользу, разогнав прислугу конно-артиллерийской батареи, никого не убив. При Ватерлоо ракеты оказались крайне неэффективными из-за сырой травы, в которую они падали.

## Распространение ракет

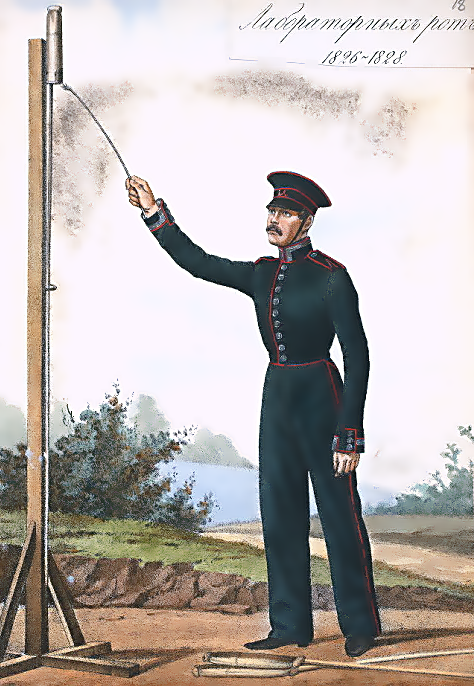
Фейерверкер Лабораторных рот Российской армии с ракетой Конгрива. 1826—1828 годы

После войн с Наполеоном ракеты Конгрива приобрели популярность в Европе и Азии. Их приняли на вооружение в армиях России, Пруссии, Нидерландов, Швеции, Сардинии, Саксонии и других государств, начинив «секретными смесями». В мадрасской и бенгальской конной артиллерии были созданы ракетные части, упразднённые в 1821 году. В ходе Опиумных войн британский флот и вооружённые силы Ост-Индской компании успешно применяли ракеты Конгрива против скоплений военных джонок китайского флота, как и против фортов на побережье Китая. В Азии эти ракеты применялись европейскими колонизаторами против больших скоплений кавалерии повстанцев, оказывая на них большое впечатление.

4,5-дюймовая ракета весом до 32 кг могла пролететь до 4260 м, тогда как четвертьпудовый (то есть стрелявший снарядами в 4 кг весом) единорог бил примерно на 1200 метров. (Военная история)

Первые ракеты Конгива (конструкции А. Засядко) поступили в русскую армию в 1826 году и впервые были применены в русско-турецкой войне 1828—1829 годов.
Причиной отказа от ракет Конгрива стало распространение во второй половине XIX века нарезной казнозарядной артиллерии, которая обеспечивала намного более высокую точность, дальность и скорострельность. Конкурировать с нарезными пушками ракеты уже не могли, и в 1880-х годах были в основном сняты с вооружения, хотя изредка применялись в качестве авиационного вооружения даже в Первой мировой войне.

## Устройство
По данным ЭСБЕ:
...для увеличения быстроты полёта высверливать в пороховом составе по оси ракеты пустоту, отчего возрастало вместе с поверхностью горения и количество образующихся в единицу времени газов. Основная часть каждой ракеты есть гильза, набитая ракетным составом; в принятых ныне Р. для правильности полёта к гильзе прикрепляют деревянный хвост. По своему назначению ракеты бывают: 1) боевые — снабжённые в передней части поражающим снарядом, 2) светящие — для освещения местности и 3) сигнальные — без снаряда, приготовленные так, что, поднявшись на значительную высоту, лопаются и производят сильный звук. Боевая ракета (черт. 2) состоит из гильзы (1), свёрнутой из листового железа, скреплённой по шву заклёпками и запаянной.

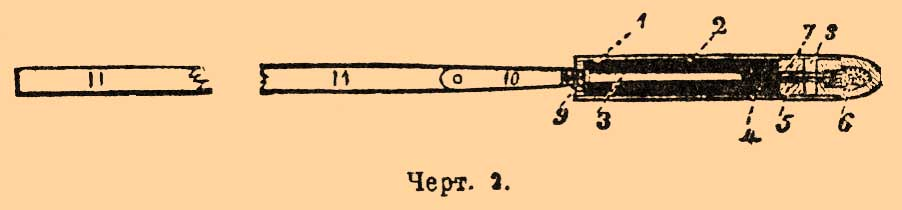
черт. 2

Внутренность гильзы плотно набивается ракетным составом (2; 68% по весу селитры, 13% серы и 19% чёрного угля), отличающимся от пороха увеличенным содержанием угля с целью уменьшить разрушительное действие газов на стены гильзы и тем устранить разрыв её; набивка гильзы составом производится малыми порциями под гидравлическим прессом при давлении в 750 атм. По оси состава высверливают цилиндрическую, ракетную пустоту (3), назначение которой, увеличивая в первый момент поверхность горения состава, сообщит ракете на счёт давления пороховых газов большую начальную скорость; выше пустоты остаётся непросверлённым — глухой состав (4). К головной части гильзы прикрепляется штифтами снаряд; при прицельной стрельбе ракеты ударяет в цель снарядом с гильзой, при навесной — вследствие продолжительности полёта — снаряд отделяется на полёте, когда горение состава дойдёт до снаряда. Позади снаряда, в слое серы (7), расположена медная трубка (5) для воспламенения разрывного заряда (6); слой серы отделяется от состава железным или медным кружком (8). В задней части гильзы укрепляется железный поддон (черт. 2), имеющий посредине навинтованное гнездо для трубки (10), в которой укрепляется деревянный хвост (11), а по окружности — несколько отверстий для зажжения через них состава и выхода пороховых газов. Хвост делается из соснового дерева и укрепляется центрально (у нас) или сбоку гильзы помощью скобы; для облегчения хвоста на нём сделаны три продольных жёлоба; длина хвоста вдвое превосходит длину гильзы. Боевые Р. получают названия по диаметру гильзы — у нас употребляются 2-дюйм. боевые ракеты, весящие 10 фн.

## В кинематографе
В кинематографе успешное боевое применение ракет Конгрива против некоего чудовищного зверя подробно показано в первом сезоне американского сериала «Террор» (2018) о судьбе полярной экспедиции под руководством Джона Франклина, отправившейся на бомбардирских кораблях «Террор» и «Эребус» на поиски Северо-Западного прохода вокруг Северной Америки в 1845—1847 гг. Также применение ракет было показано в 4 серии сериала «Приключения королевского стрелка Шарпа». Залп ракет и паника среди лошадей во время битвы за Новый Орлеан показаны в фильме "Буканьер" (1958) 